# 邪惡的村子
《邪惡的村子》（英語：The Vile Village）是雷蒙尼·史尼奇系列作品《波特萊爾大遇險》的第七部小說。波特萊爾三姐弟被置於一整個村落的監護之下，但邪惡的歐拉夫伯爵及其同夥還是窮追不捨。

## 情節概要
故事開始時，波特萊爾三姐弟（紫兒、克勞斯和桑妮）待在銀行家波先生的辦公室內。波先生表示已沒有波特萊爾家的遠房親戚願意收養三姐弟，不過他說根據市政府的新規劃，三姐弟可以被一整個村莊照顧，最終三姐弟在手冊上選擇VFD鎮，因為「V.F.D.」是他們被綁架的朋友夸麥爾兄妹正在調查的事物。
波特萊爾三姐弟搭乘公共汽車經過一段長途旅程，終於抵達充滿烏鴉的VFD鎮，這個鎮由長老會主導有著大量繁雜而又相互矛盾的規定。長老會命令三姐弟住在技工赫特的家，並且將要協助赫特打理全鎮居民的雜務。波特萊爾三姐弟十分信任善良的赫特，赫特告訴孩子們：VFD鎮其實是「熱愛禽鳥者之村」的縮寫，這個村在三百多年前就已建立。
三姐弟無意中在鎮內發現伊莎朵拉·夸麥爾撰寫的詩句，於是他們認為夸麥爾兄妹被歐拉夫伯爵給藏在鎮內的某處。另一方面長老會宣布，歐拉夫伯爵已被露西安娜警長（其實是艾絲梅·史瓜樂所假扮的）逮捕，但三姐弟卻發現那個被稱為歐拉夫伯爵的人雖然腳踝上也有個眼睛刺青，但其實是個無辜的人（雅克斯·史尼奇），長老會與鎮民都不相信三姐弟所說的話堅持要在次日將他處於火刑。當晚紫兒協助赫特維修他的熱氣球屋，這樣他們能夠在真正的歐拉夫伯爵來找人時就能藉著熱氣球屋逃離。
次日，三姐弟發現雅克斯（那個被指為歐拉夫伯爵的人）已死於監獄中，真正的歐拉夫伯爵偽裝成「都彭探長」，指控波特萊爾三姐弟謀殺「歐拉夫伯爵」，並假稱在現場發現紫兒的絲帶和克勞斯的眼鏡、而屍體上有桑妮的齒印。三姐弟因此被關在監獄內，紫兒利用麵包和水軟化監獄的牆壁，最後以木凳作為破城槌撞倒牆壁逃出監獄；他們也透過伊莎朵拉的詩句推斷出夸麥爾兄妹被藏在烏鴉噴泉內，桑妮無意中開始啟動噴泉的秘密開關成功救出夸麥爾兄妹。然而都彭探長、長老會成員以及全鎮鎮民已發現三姐弟逃獄便開始追捕他們，五名孩子逃到郊外，赫特駕著熱氣球屋來接應，夸麥爾兄妹率先登上熱氣球屋，然而露西安娜警長使用魚叉槍打斷繩梯導致波特萊爾三姐弟沒能登上熱氣球屋，夸麥爾兄妹與他們的朋友再一次地被迫分離。正當都彭探長即將捉住三姐弟時，長老會成員及鎮民發現他腳踝上的刺青認出彭探長是真的歐拉夫伯爵，便宣布要將他和露西安娜警長（因在射擊熱氣球屋時射傷烏鴉，違反規定）一起處於火刑，都彭探長與露西安娜警長乘著摩托車及時逃離VFD鎮。然而長老會成員及鎮民仍堅持要處決波特萊爾三姐弟，於是三姐弟只好乘他們帶受傷烏鴉去看獸醫的時候徒步逃離VFD鎮。

## 改編作品
Netflix製作的電視劇《波特萊爾的冒險》第二季的第5、6集改編自本書。該劇中，波先生在波特萊爾三姐弟要被燒死時來到VFD鎮，但他無能為力，而且相信是三姐弟謀殺了「歐拉夫伯爵」。此外，V.F.D.組織成員賈桂琳和賴瑞也來到VFD鎮，設法分散鎮民的注意力，讓三姐弟能及時逃出鎮外。